# Anthidium jocosum
Anthidium jocosum är en biart som beskrevs av Cresson 1878. Anthidium jocosum ingår i släktet ullbin och familjen buksamlarbin. Inga underarter finns listade.

## Beskrivning
Ett litet bi med gula markeringar mot en mörkbrun till svart bakgrund. Hanen har en obetydlig, gulaktig hårborste på undersidan av bakkroppen. Honan har gula käkar men svart munsköld (kombinationen är ovanlig hos släktet).

## Ekologi
Anthidium jocosum är ett solitärt (icke samhällsbildande) bi där varje hona själv sörjer för sin avkomma. Honan klär larvcellerna med bomullsliknande hår hon hämtar från växter. Arten lever främst på lägre nivåer i bergsterräng. Födomässigt är arten en generalist, som besöker blommande växter från flera familjer, som korgblommiga växter, strävbladiga växter, ärtväxter, kaktusväxter, näveväxter, kransblommiga växter, blågullsväxter, slideväxter, rosväxter och pockenholtsväxter (Zygophyllaceae).

## Utbredning
Arten finns i sydvästra Nordamerika från Kalifornien, Colorado och Montana i USA till Sonora i Mexiko.